# NWC (기업)
NWC 주식회사는 대한민국의 광기기 및 통신장비 제조 기업이다.

## 개요
- 2024년 주관사를 교보증권으로 상장할 예정이었으나,[3] 철회하였다.[출처 필요]